# Plano de classificação documental
Em arquivística o plano de classificação documental - PCD é,  segundo Wadson Faria (2006, p. 35), o instrumento de gestão que organiza, em um plano intelectual, os tipos documentais produzidos e/ou recebidos, conforme os critérios definidos pela classificação documental adotada e os organiza de forma hierárquica por meio das unidades de classificação.